# 자다르주

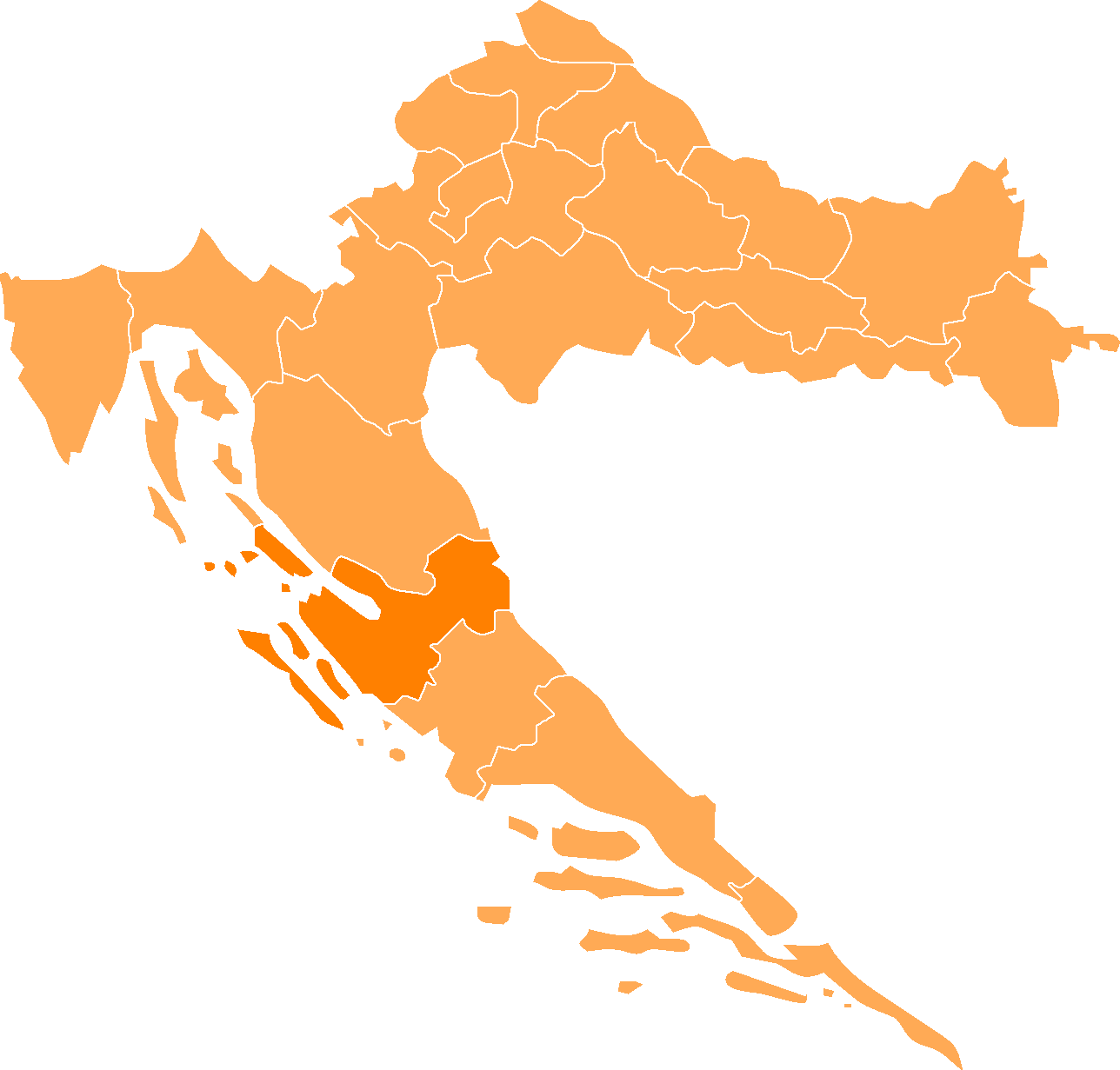
자다르주의 위치

자다르주(크로아티아어: Zadarska županija)는 크로아티아 달마티아 지방 북부와 리카 지방 남부에 위치한 주로 주도는 자다르이며 면적은 3,642km2, 인구는 200,936명(2001년 기준), 인구 밀도는 55.2명/km2이다.
남쪽으로는 시베니크크닌주, 서쪽으로는 아드리아해, 북쪽으로는 리카센주와 접하며 동쪽으로는 보스니아 헤르체고비나와 국경을 접한다. 6개 시와 28개 지방 자치체를 관할하며 주 의회는 41개 의석으로 구성되어 있다.

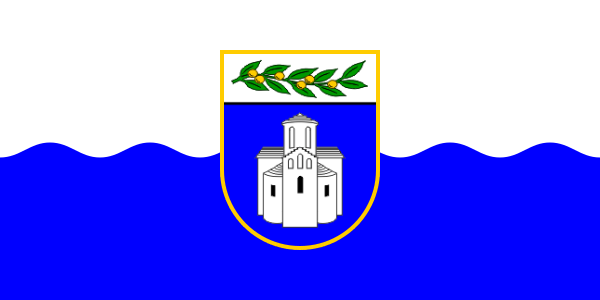
주기
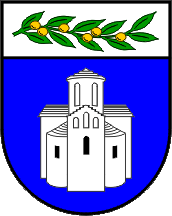
주 문장